# Awatera
Awatera — международная лингвистическая компания, которая оказывает услуги по переводу и многоязычной локализации более чем в 80 языковых направлениях.
AWATERA образовалась в 2017 году в результате слияния ABBYY LS и «Трактат». По данным CSA Research (Common Sense Advisory), в 2018 году AWATERA вошла в ТОП-50 крупнейших лингвистических поставщиков мира. В этом же году, по данным исследовательского агентства Translation Rating, AWATERA стала крупнейшей лингвистической компанией в России.
AWATERA означает «Солнце» в переводе с языка арборе, на котором говорят жители Южной Эфиопии.
Офисы компании расположены в Москве, Дубае, Санкт-Петербурге, Белгороде, Киеве, Алма-Ате, а также на Кипре и в США.

## История
В 2003 году была создана независимая переводческая компания «Переведем.ру». В 2007 году путём дружественного слияния она вошла в группу компаний ABBYY, тогда появился новый бренд ABBYY LS, а «Переведем.ру» стал использоваться как бренд сервисов онлайн-перевода.
Компания первой в России в 2011 году запустила сервис, который не требует предварительного заказа и позволяет в режиме реального времени подключить переводчика к телефонному разговору, — ABBYY ruPhone.
В августе 2012 года ABBYY LS приобрела американскую компанию Connective Language Services.
В сентябре 2012 года было объявлено о приобретении Digital Documents — американского интегратора, который занимается внедрением технологий распознавания документов и ввода данных в правительственных, финансовых, медицинских и образовательных организациях Северной Америки.
В 2013 году компания ABBYY LS в партнерстве с группой компаний Eruditor Group запустила сервис для подбора устных переводчиков Interpret.Me.
В 2015 году компания запустила облачную платформу для автоматизации перевода SmartCAT, тогда же команда-разработчик SmartCAT была выделена в отдельную компанию и сменила акционеров. В 2016 году SmartCAT объявила об отделении от ABBYY Language Solutions (LS) и привлечении $2,8 млн от фонда RedSeed бывшего руководителя «Одноклассников» Ильи Широкова.
В 2016 году компания совместно с Xerox представила Xerox Easy Translator — облачный сервис языкового перевода, который был разработан на базе технологии Xerox ConnectKey 2.0, доступен для многофункциональных принтеров на этой платформе, а также в мобильных устройствах и на веб-портале, и помогает перевести документы на более чем 40 языков.
В 2017 году ABBYY Language Services и «Трактат» объявили о слиянии.
В 2021 году открылся международный офис AWATERA в Дубае, ОАЭ: https://godubai.ru/